# Embolie
Een embolie (Grieks = ἔμβολος) is de afsluiting van een slagader of een ader, door wat voor materiaal dan ook, dat zich in het bloedvat kan huisvesten en zijn holte kan afsluiten. Meest voorkomend is een trombo-embolie. Dat is trombose gevormd in de ene locatie die zich losmaakt van de vaatwand en zich ergens anders in de bloedcirculatie nestelt en daar dus het bloedvat verstopt.

## Ontstaan embolus vanaf een trombus
Als de binnenste laag van de wand van een bloedvat (het endotheel) beschadigd is, kan zich daarop een bloedstolsel vormen.
Een deel van de trombus kan losraken en meegevoerd worden met de bloedstroom. Op die manier komt dat embolus in de slagaders, die steeds vertakken en nauwer worden. Wanneer het ergens blijft steken, spreekt men van een embolie.

## Origine

### Veneus
Een losgeraakte bloedprop is, bij volwassenen, in circa 90% afkomstig uit een been- of bekkenader. Alle lichaamsaders komen uit in de rechterharthelft, van waar het bloed verder stroomt naar de long, waar de bloedvaten weer opsplitsen tot haarvaten. Bij een normale bloedsomloop komt een embolus uit een ader dus altijd terecht in de longen, zodat de meest voorkomende embolie de longembolie is.
Bij een fout in de bloedsomloop (bijvoorbeeld een gat in een septum van het hart) kan een veneus embolus ook een embolie in de lichaamscirculatie veroorzaken (in plaats van in de longcirculatie). Aangezien de druk in de linkerharthelft meestal hoger is dan in de rechter harthelft, gebeurt dat echter zelden, tenzij een speciale situatie voorvalt, bijvoorbeeld als de persoon toevallig hoest wanneer het embolus het septumdefect passeert.

### Arterieel
Een embolus kan ook zijn oorsprong vinden in de linkerharthelft of in slagaders (arteriën) van de lichaamscirculatie, wat bijvoorbeeld een herseninfarct kan veroorzaken.
Atriumfibrilleren is een veelvoorkomende oorzaak. Maar ook het ventrikel kan een bron zijn, na een hartinfarct of een aneurysma van het ventrikel.

## Gevolgen van een embolie
Doordat de slagader volledig afgesloten wordt, krijgen de verdere vertakkingen van het bloedvat geen bloed meer. In het weefsel dat door de slagader bediend wordt, ontstaat zo ischemie: onder andere een tekort aan zuurstof. Als dit zo ingrijpend is dat een stuk van het weefsel afsterft, spreekt men van een infarct.

## Vetemboliesyndroom
Het vetemboliesyndroom ontstaat wanneer kleine bolletjes vet uit het beenmerg of ander beschadigd vetweefsel in de bloedvaten terechtkomen en vastlopen in organen. Bij botbreuken van de lange pijpbeenderen, en dan met name het dijbeen kan dit syndroom ontstaan maar ook na bijvoorbeeld lipofilling of bij een alvleesklierontsteking. In het geval van pijpbeenbreuken blijkt de incidentie bij mannen tussen de 10 en 40 jaar statistisch het grootst. Het vetemboliesyndroom wordt gekenmerkt door drie symptomen: hypoxemie, een veranderd bewustzijn en huiduitslag met puntbloedinkjes (petechiën). Typisch is de 24 tot 72 uur vertraging die er zit tussen het ontstaan van schade aan het vet of beenmerg en het beginnen van de klachten. Het ziektebeloop is over het algemeen mild en de meeste klachten herstellen spontaan na enkele dagen. In ernstige gevallen ontstaat er acute respiratory stress syndrome (ARDS), pulmonale hypertensie of een comateus bewustzijn. Er is geen genezende behandeling voor het vetemboliesyndroom en de therapie richt zicht op ondersteuning van de aangedane organen.